# 斯卡特
斯卡特（德語：Skat）是一种流行于德国和西里西亚地区的三人吃磴游戏，使用32张牌。
Skat来自意大利语的scartare（法语为écarter），其中的carta最终来自于拉丁语。scartare的意思是“放在一边的牌”，即斯卡特游戏中发牌后放在一边，庄家用以替换手牌的两张牌。

## 历史

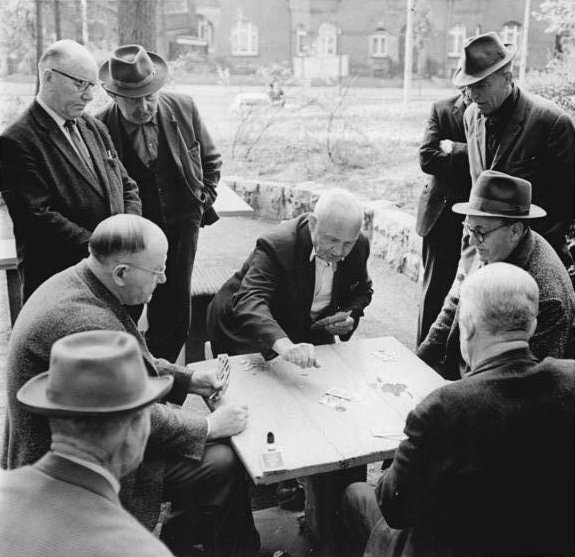
1967年在埃尔福特公园进行的斯卡特游戏

斯卡特在1820年在“斯卡特市”——阿尔腾堡（图林根）被发明，其是基于塔罗牌游戏（Tarock）和羊头牌（Schafkopf）基础上发展形成的。在1886年第一届德国斯卡特集会在阿尔滕堡举行，参加的人数超过了1000人。1899年德国的斯卡特协会在阿尔滕堡正式成立。二次世界大战之后协会于1953年迁移到比勒费尔德，2001年在东西德国统一11年后再次被迁移到了阿尔滕堡。2005年在比勒费尔德的协会正式宣告结束。2001年12月1日国际斯卡特法庭正式成立，正式统一了斯卡特的规范。
目前斯卡特牌的规则为1999年建立的国际斯卡特玩家联盟（International Skat Players Association，ISPA）订立的国际斯卡特规则（Internationale Skatordnung，ISkO）。
斯卡特曾经是著名的谱曲家理查德·施特劳斯钟爱的游戏，他为此在他的歌剧“间奏曲”中设置了玩斯卡特的场景。

## 牌的种类
斯卡特和扑克牌基本类似，使用方块（Karo）、红心（Herz）、黑桃（Pik）、梅花（Kreuz或Treff）四种花色，但每种花色只有从7到A的8张牌，共有32张牌.
主要分为法式斯卡特牌，德式斯卡特牌或者比赛用的四色斯卡特牌。德式的人头牌的名称略有不同，国王为K（König）、皇后为D（Dame）或O（Ober）、骑士为B（Bube）或U（Unter）。
斯卡特的每张卡牌都有一个分值（Augen，牌分），整副牌一共120分。
| 种类 | A  | 10 | K | Q | J | 9 | 8 | 7 |
| 牌分 | 11 | 10 | 4 | 3 | 2 | 0 | 0 | 0 |

- 有主时，牌序为♣J>♠J>♥J>♦J>主牌的（A>10>K>Q>9>8>7）>其他花色的（A>10>K>Q>9>8>7）。
- 无主时，牌序为♣J>♠J>♥J>♦J>其他花色的（A>10>K>Q>9>8>7）。
- 空手时，牌序为A>K>Q>J>10>9>8>7。[8]

## 游戏规则

### 简介
每一局会有一个庄家和两个闲家，双方互相对抗。庄家的目标是通过叫更高的分数以决定游戏规则，闲家的目标是防止庄家成功。
如果庄家获得至少61牌分，就胜利并取得局分。如未达成，则失败并扣除双倍的局分。

### 座次
每位玩家抽一张牌，抽到最强的牌的玩家决定自己的座位，其余玩家按顺时针就座。
坐在第一个座位的玩家为第一局的发牌者（Geber），其左手边的玩家为先手（Vorhand），先手左手边的玩家为中间手（Mittelhand），中间手左手边的玩家为后手（Hinterhand）。
发牌者左手边的玩家为下一局的发牌者。

### 发牌
从左手边的玩家开始，发牌者向每一位玩家发3张牌，然后将2张牌放在一边，形成斯卡特。然后分别向每一位玩家发4张牌，最后再分别发3张牌。

### 叫分
发牌完成后进入叫分（Reizen）阶段。中间手先叫分或放弃叫分（Pass），对于中间手的叫分，先手可以选择同意或放弃。如果先手同意，中间手必须叫一个更高的数值，否则须放弃。然后，后手加入叫分，后手需要叫一个比当前数值更高的分。如果后手叫分，已经叫分的先手或中间手也可以选择同意或放弃。同意的情况下，后手必须叫一个更高的数值，否则须放弃。
- 如果中间手直接放弃，后手可以叫任意数值的分，由先手决定是否同意。
- 如果中间手和后手都放弃，先手叫任意数值的分都能成为庄家。
  - 总而言之，对于同样大小的叫分，成为庄家的优先顺序为先手>中间手>后手。

叫分的数值从小到大为18（2×♦）、20（2×♥）、22（2×♠）、23（Null）、24（2×♣）、27（3×♦）、30、33、35（Null Hand）、36、40、44、45、46、48、50、……，允许跳级。这些数值均为可以实际达成的数值（9、10、11、12的2倍至18倍、24的2倍至11倍，及空手的23、35、46、59，参考后文局分的计算）。
在另两家都放弃后，仅剩的一家成为庄家（Einzelspieler），其他两家成为闲家（Mitspieler）。该局的叫分为最后叫的数值，或，如果某一家同意后没有其他叫分，为同意的那个数值。
例如，中间手和先手的对话：18-ok-20-ok-22-ok-23-ok-24-ok-Pass，此时的数值为先手同意的24。
然后，后手加入叫分：27-ok-30-ok-33-ok-35-ok-36-ok-40-ok-44-ok-46-Pass，此时的数值为后手叫的46，后手成为庄家。
如果三个人都不叫分而放弃，则重新发牌。

### 换牌
庄家有权将两张斯卡特牌加入手牌，然后将两张手牌放置于一边形成新的斯卡特牌。
- 如果庄家选择不这么做，则称为Hand，庄家可以赢取更多分数（但也有可能输掉更多的分数），且获得叫Schneider和Schwarz的权利。
  - 但是无论是否换牌，两张斯卡特牌最后将加入庄家的计分区，而且会影响庄家的王牌分。

#### 认输
直到第一墩牌结束前，庄家可以立刻投降（schenken），但是输掉的分数不能少于叫分。
- 例如庄家叫了50分，则叫♦时至少需输54分，♥时为50分，♠时为55分，♣时为60分，无主时为72分。
  - 如实际的局分大于叫分，则扣除实际的局分。

### 叫主
换牌阶段结束后，庄家必须选择本局游戏的规则。如果庄家没有换过斯卡特牌，可以一并作出对于本局游戏的声明（Spielansage），包括Schneider、Schwarz和Offen。
| 声明                 | 分值     | 说明                           |
| -------------------- | -------- | ------------------------------ |
| 方块 ♦               | 9基本分  | ♦A ♦10 ♦K ♦Q ♦9 ♦8 ♦7 成为王牌 |
| 红心 ♥               | 10基本分 | ♥A ♥10 ♥K ♥Q ♥9 ♥8 ♥7 成为王牌 |
| 黑桃 ♠               | 11基本分 | ♠A ♠10 ♠K ♠Q ♠9 ♠8 ♠7 成为王牌 |
| 梅花 ♣               | 12基本分 | ♣A ♣10 ♣K ♣Q ♣9 ♣8 ♣7 成为王牌 |
| 无主 Grand           | 24基本分 | 仅♣J ♠J ♥J ♦J 为王牌           |
| 空手 Null            | 23或35   | 庄家输掉每一墩                 |
| 空手明牌 Null Ouvert | 46或59   | 庄家亮牌，且输掉每一墩         |
| Schneider            | +2达成分 | （可选）庄家得到至少90牌分     |
| 满贯 Schwarz         | +4达成分 | （可选）庄家赢得每一墩         |
| 明牌 Offen           | +5达成分 | （可选）庄家亮牌，且赢得每一墩 |

### 打牌
发牌者左侧的玩家先出牌，打牌以顺时针进行。每一墩的赢家吃下这一墩（Stich），然后打一张新的牌。
如果手中有与这一轮的第一张牌（引牌）花色相同的牌，则必须跟出这种花色。如果没有，则可以出任意牌。
- 花色局（Farbspiel）时，牌的大小为♣J>♠J>♥J>♦J>主牌花色的A>10>K>Q>9>8>7>引牌花色的A>10>K>Q>9>8>7>其余牌。
- 无主局（Grandspiel）时，牌的大小为♣J>♠J>♥J>♦J>引牌花色的A>10>K>Q>9>8>7>其余牌。
- 空手局（Nullspiel）时，牌的大小为引牌花色的A>K>Q>J>10>9>8>7>其余牌。

打完最后一张牌后，庄家将两张斯卡特牌加入自己的计分区，并计算获得的牌分。

### 局分

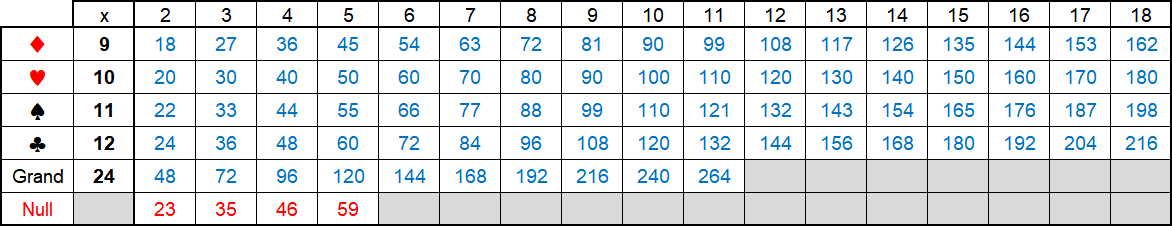
斯卡特游戏中，所有可能达成的局分

斯卡特最大的特点就是计分系统比较复杂，计算局分（Spielwert）时需要计算基本分和倍数的乘积。

#### 倍数
倍数（Fälle）为王牌分与达成分的和。

##### 王牌分
王牌分（Spitze）系指从最强的王牌开始连续不断地往下数，手牌及斯卡特中拥有（Mit）或没有（Ohne）的王牌的数量。每张计1分。
- 如果有♣J，则为包含♣J的一套连续的王牌的长度。
  - 例如有♣J ♠J ♦J，但没有♥J时，仅♣J ♠J为连续的，为带2（Mit 2）。
- 如果没有♣J，则为最强的王牌之上缺少的王牌的长度。
  - 例如只有♥J，但没有其他花色的J时，缺少♣J ♠J这2张，为缺2（Ohne 2）。

王牌分最少为1分，最多为11分（集齐4张J和7张花色牌）。对于无主（Grand）而言，因为没有花色牌的王牌，所以最多为4分。

##### 达成分
达成分（Gewinnstufe）根据游戏的情况加在王牌分之上：
| 达成分 | 名称               | 说明                                      |
| ------ | ------------------ | ----------------------------------------- |
| +1     | Spiel              | 底分，每一局都有                          |
| +1     | Hand               | 庄家不换牌                                |
| +1     | Schneider          | 庄家或闲家得到至少90牌分                  |
| +1     | Schneider angesagt | 庄家宣布将得到至少90牌分（前提是Hand）    |
| +1     | Schwarz            | 庄家或闲家赢得每一墩（必然包含Schneider） |
| +1     | Schwarz angesagt   | 庄家宣布将赢得每一墩（前提是Hand）        |
| +1     | Offen              | 庄家亮牌（并赢得每一墩）                  |

以上项目组合适用，如庄家不换牌，闲家达成Schwarz的情况下，将计算Spiel、Hand、Schneider、Schwarz，即+4分。
注意当庄家达成Schwarz时，也必将达成Schneider。因此，如庄家宣布Schwarz，无论是否成功，将同时计算Spiel、Hand、Schneider、Schneider angesagt、Schwarz、Schwarz angesagt，即+6分。
同理，庄家宣布Offen时，将计+7分。
达成分最少为1分，最多为7分（庄家明牌）。

#### 基本分
基本分（Grundwert）根据不同的花色有不同的数值。
- 方块 ♦=9
- 红心 ♥=10
- 黑桃 ♠=11
- 梅花 ♣=12
- 无主（Grand）=24[11]

局分＝基本分×倍数
局分的范围为最少18分（带1张王牌加Spiel的2倍，乘以♦的9分），最多为264分（带4张王牌加Spiel、Hand、Schneider、Schneider angesagt、Schwarz、Schwarz angesagt、Offen的11倍，乘以无主的24分）。

#### 空手的计分
空手（Null）有固定的计分规则，不受其他因素影响。
- 空手（Null）=23
- 空手不换牌（Null Hand）=35
- 空手明牌（Null Ouvert）=46
- 空手不换牌明牌（Null Ouvert Hand）=59[13]

### 胜利判定
庄家想要取得胜利，必须满足以下条件：
1. 空手局需要输掉每一墩。
2. 花色局或无主局的牌分至少为61。在声明Schneider时，至少为90。
3. 若声明Schwarz或Offen，需要赢下每一墩。
4. 最终的局分必须大于叫分。

若符合所有条件，庄家胜利并获得局分。若不符合任何一个条件，则庄家失败并失去双倍的局分。
- 在1999年之前，不换牌时只失去单倍的局分。目前此规则可以作为非官方规则被采用。[14]
- 若庄家的局分小于叫分，则向局分中添加该花色的基本分直到大于等于叫分。如庄家叫48分，但实际只完成了4倍的红心（40分），则需要添加基本分至50分，庄家失去100分。[15]

## 其他规则

### 竞赛规则
在竞赛规则中，对于叫分者而言，胜利时会额外记50分，而失败时会额外记负50分，此时两位对手各记40分。

### 比小
比小（Ramsch，垃圾）是斯卡特纸牌的一种非官方的附加规则，在三位玩家都不叫分（Pass）时进行。规则与无主相同，但是没有庄家。在比小规则中，获得牌分最高的玩家失败，并失去一倍的牌分。只要有另一名玩家没有吃到任何一墩（Jungfrau），失败的玩家扣除的分数加倍。
赢得最后一墩的玩家将两张斯卡特牌加入自己的牌分。
- 在比小规则中，如果有一名玩家吃到全部的10墩，其赢得游戏并获得120分。如不承认此规则，则为失去480分。

另有换牌比小（Schieberamsch）的非官方规则，规则和比小相同，但是从第一位玩家开始，每位玩家可以将斯卡特牌加入手牌，然后从手中弃两张牌（不能弃J）形成新的斯卡特牌。玩家也可以选择不换牌，此时游戏结果翻倍。如果三位玩家都不换牌，游戏结果为8倍。

### 加倍
另一个非官方规则允许闲家在打第一张牌前声明加倍（Kontra）。此时再轮到庄家时，庄家可以选择再加倍（Re）。
- 闲家声明加倍时，游戏结果为2倍。庄家再加倍时，游戏结果为4倍。[18]
- 部分规则允许闲家在再加倍后声明再再加倍（Hirsch或Subkontra或Supra），此时游戏结果为8倍。

### 逆序
部分规则允许叫逆序（Sächsische Spitze）作为花色。此规则与无主类似，但是牌序完全相反，为♦J>♥J>♠J>♣J>其他花色的（7>8>9>10>Q>K>A）。此规则的基本分为20。
- 尽管大小的顺序相反，牌的价值（牌分）并不变化。